# Otto Sylwan
Otto Sylwan, född den 22 augusti 1864 i Kristianstad, död den 15 januari 1954 i Göteborg, var en svensk litteraturhistoriker, professor och rektor vid Göteborgs högskola. Han var son till överstelöjtnant Otto Sylwan och Anna Sylwan, född Wendel.

## Biografi
Sylwan blev filosofie kandidat vid Lunds universitet 1886, filosofie licentiat och doktor där 1892, docent i litteraturhistoria och estetik samma år, professor i estetik samt i litteratur- och konsthistoria vid Göteborgs högskola 1901, högskolans rektor 1914-1931 och professor emeritus 1931. Den 28 maj 1942 promoverades Sylwan till jubeldoktor vid Lunds universitet.
Otto Sylwan var ledamot av Kungliga Vetenskaps- och Vitterhetssamhället i Göteborg, av Vitterhets- historie- och antikvitetsakademien, av Humanistiska vetenskapssamfundet i Lund, vice ordförande i styrelsen för Göteborgs museum samt styrelseordförande i Göteborgs stadsbibliotek. 
Sylwan tillhörde i Göteborg det så kallade Lördagslaget, som samlades om lördagarna bland annat för att dryfta politiska frågor. Sällskapet räknade även bland andra Henrik Almstrand, Leonard Jägerskiöld, Ernst Hagelin, Axel Romdahl, Ludvig Stavenow, Erik Björkman, Evald Lidén, Otto Lagercrantz, Axel Nilsson, Erland Nordenskiöld, Gösta Göthlin, Albert Lilienberg och Peter Lamberg.
Sylwan mottog Göteborgs stads förtjänsttecken den 4 juni 1948.
Hans bibliografi omfattar bland annat presshistoria, verskonst och kulturhistoria.